# Max Hoffman
Ej att förväxla med den tyske militären Max Hoffmann.
Maximilian Edwin Hoffman, född 12 november 1904 i Wien, död 9 augusti 1981, var en österrikisk/amerikansk affärsman och bilhandlare.

## Biografi
Under mellankrigstiden var Max Hoffman centraleuropeisk representant för märken som Bentley, Rolls-Royce och Alfa Romeo via sitt företag i Wien. Han deltog även som förare inom bilsporten. Hoffman hade judiskt påbrå och när nazismen spred sig i Centraleuropa i slutet av 1930-talet flyttade han till Paris och därifrån vidare till New York 1941.
Efter andra världskriget startade han Hoffman Motor Company i New York som var ensam importör av Jaguar och Volkswagen till USA under några år från slutet av 1940-talet. 1952 fick Hoffman Motors ensamrätt på importen av Mercedes-Benz och Porsche till USA. Andra märken Hoffman importerade var Alfa Romeo, Fiat, BMW och Austin-Healey. Under den här perioden övertygade Hoffman biltillverkarna att ta fram modeller som Mercedes-Benz 300 SL, Porsche 356 Speedster, BMW 507 och Alfa Romeo Giulietta Spider avsedda för den lukrativa amerikanska marknaden. Hoffman drog sig tillbaka från sin verksamhet 1975 och 2003 blev han invald i Automotive Hall of Fame.

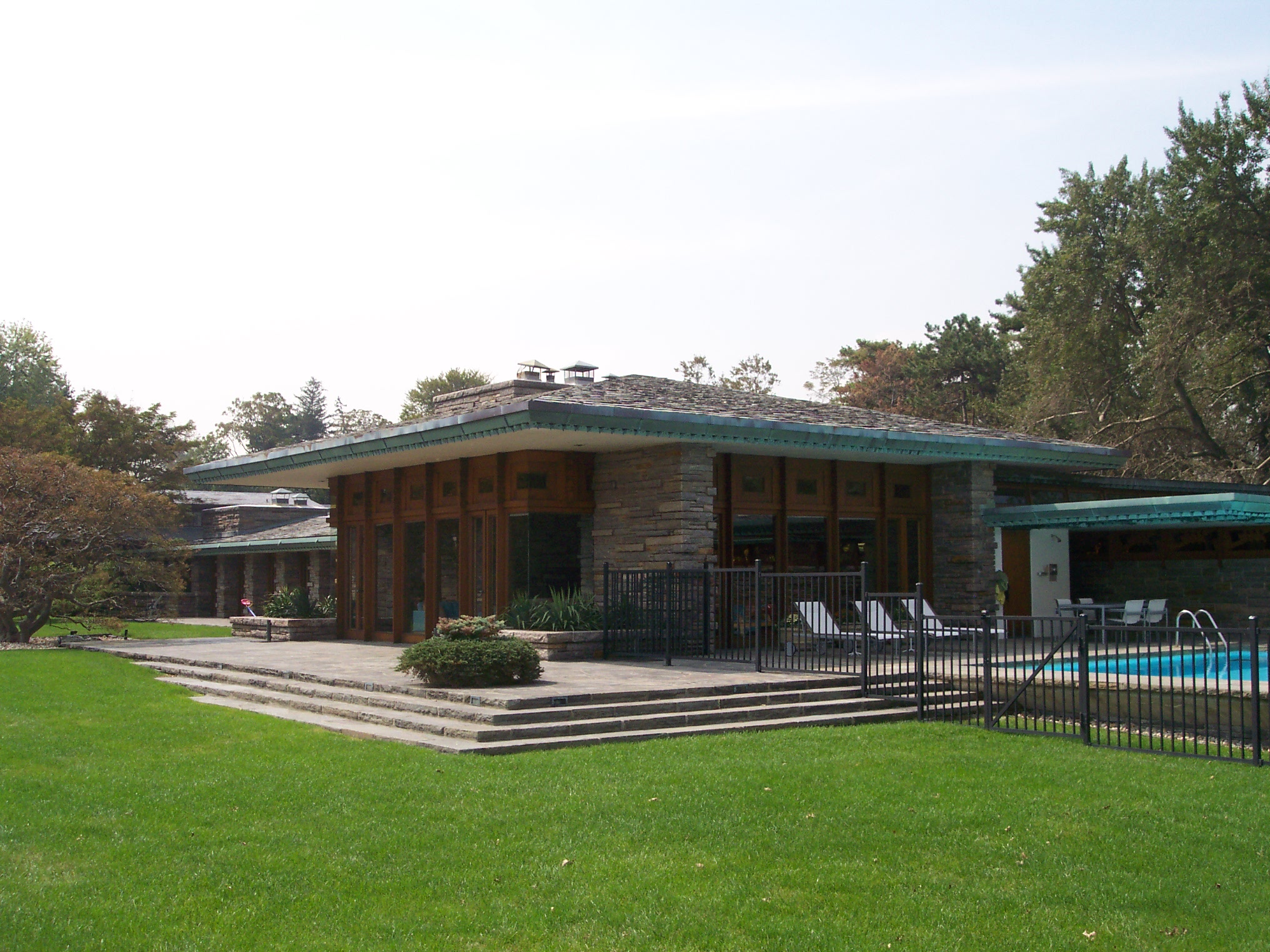
Max Hoffman House i Rye, New York

Hoffman uppdrog åt den amerikanske arkitekten Frank Lloyd Wright att rita Hoffman Motors utställningshall på Manhattan och Hoffmans eget hem i Rye i delstaten New York.